# Amnioskop
Das Amnioskop ist eine spezielle Form des Endoskopes. Es wird zur Untersuchung (Spiegelung) der Fruchtblase bei Schwangerschaften verwendet.

## Form und Aufbau
Das Amnioskop ist ein konisch geformtes Metallrohr mit einem Außendurchmesser von 12 bis 20 Millimetern.

## Verwendung
Das Amnioskop wird durch den meist fingerdurchgängigen Zervikalkanal der Gebärmutter eingeführt. Bei bestimmten Erkrankungen wie fetaler Hypoxie ist unter Kaltlicht eine Verfärbung erkennbar. Ebenso kommt das Amnioskop bei der Mikroblutuntersuchung (MBU) zum Einsatz, der Analyse der fetalen Blutgase.
Die Amnioskopie wird bei Risikoschwangerschaften eingesetzt.